# Les Trompettes de la renommée (album)
Pour les articles homonymes, voir Trompette de la renommée.
Albums de Georges Brassens
Le temps ne fait rien à l'affaire
(1961) Les Copains d’abord
(1964)
Les Trompettes de la renommée est le neuvième album du chanteur Georges Brassens. Sorti sans titre en décembre 1962, il est identifié par celui de la première chanson du disque.

## Édition originale
Décembre 1962 : Disque microsillon 33 tours/25cm, Philips, n° 9 (B 76.563 R).
– Pochette : photo réalisée par Jacques Aubert.
– Enregistrement : monophonique.

### Musiciens
- Georges Brassens : chant, guitare rythmique
- Barthélémy Rosso : guitare soliste
- Pierre Nicolas : contrebasse

### Chansons
Sauf indications contraires, toutes les chansons sont écrites et composées par Georges Brassens.
Face 1
| No | Titre                         | Paroles                                       | Durée      |
| -- | ----------------------------- | --------------------------------------------- | ---------- |
| 1. | Les Trompettes de la renommée |                                               | 5 min 12 s |
| 2. | Jeanne                        |                                               | 3 min 02 s |
| 3. | Je rejoindrai ma belle        |                                               | 1 min 55 s |
| 4. | Marquise                      | Textes de Pierre Corneille et Tristan Bernard | 2 min 40 s |

Face 2
| No | Titre                        | Paroles            | Durée      |
| -- | ---------------------------- | ------------------ | ---------- |
| 1. | La Guerre de 14-18           |                    | 2 min 00 s |
| 2. | Les Amours d'antan           |                    | 3 min 13 s |
| 3. | L'Assassinat                 |                    | 3 min 41 s |
| 4. | La Marguerite                |                    | 2 min 25 s |
| 5. | Si le Bon Dieu l'avait voulu | Poème de Paul Fort | 1 min 28 s |